# 高山義雄
高山 義雄（たかやま よしお、1910年2月26日 - 1997年1月12日）は、日本の実業家。三和銀行（現：三菱UFJ銀行）元副頭取。兵庫県神戸市出身。

## 経歴・人物
大阪市南区心斎橋筋1丁目にあった糸商・伏見屋の3男として生まれる。
大阪市立御津尋常小学校、市岡商業学校を経て1932年に神戸高等商業学校を卒業し、山口銀行に入行。翌年の合併により、三和銀行（現：三菱UFJ銀行）行員となる。
一貫して調査畑を歩み、取締役、専務を経て、1970年から1972年まで副頭取を務めた。
その一方で、1969年から1970年までに関西経済同友会代表幹事を務め、1970年の大阪万博の際には、「みどり館」の責任者を務めた。
後に関西石油（現：コスモ石油）株式会社社長、株式会社みどり会社長を歴任。
1997年1月12日急性心筋梗塞により死去。86歳没。